# Финны в Санкт-Петербурге
Финны в Санкт-Петербурге — собирательное название финнов и ингерманландцев, временно или постоянно проживающих в Санкт-Петербурге.

## Численность
Наиболее крупной финская диаспора была в эпоху Царской России.
Динамика численности финского населения в Санкт-Петербурге
| 1897   | 1926 | 1939 | 1959 | 1970 | 1979 | 1989 | 2002 | 2010 | 2021 |
| ------ | ---- | ---- | ---- | ---- | ---- | ---- | ---- | ---- | ---- |
| 21 006 | 6753 | 7923 | 3150 | 4376 | 5719 | 5469 | 4051 | 2737 | 1379 |

## История

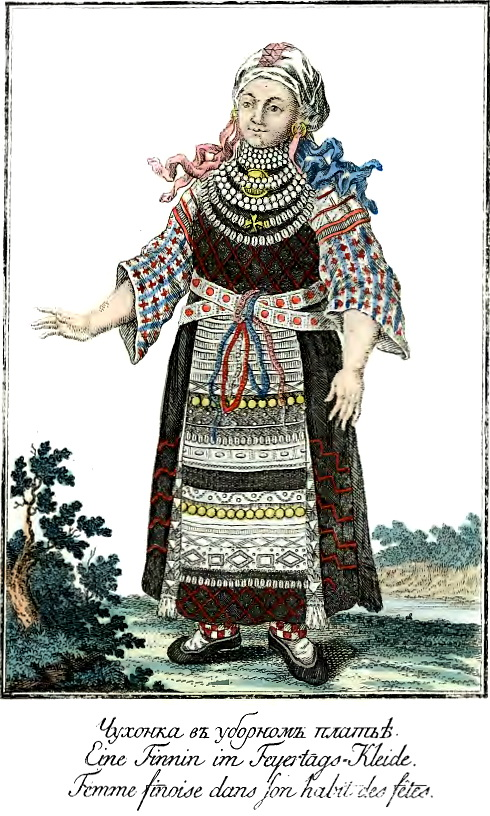
Финка (чухонка) в праздничной одежде. Иллюстрация из книги И. Г. Георги «Описание всех обитающих в Российском государстве народов», СПб, 1799 г.

### Шведское королевство
Ингерманландцы (ингерманландские финны) являются коренным населением Санкт-Петербурга, данный этнос сложился в результате переселения шведской администрацией в земли, отошедшие к Швеции после Русско-шведской войны 1610—1617 годов по Столбовскому миру, части эвремейсов из северо-западной части Карельского перешейка и части савакотов из восточной области Великого герцогства Финляндского Саво. Основной приток поселенцев из Шведской Финляндии пришёлся на период после Русско-Шведской войны 1656—1658 годов, когда шведская администрация переселяла савакотов и эвремейсов на опустевшие земли, оставленные местными православными крестьянами и жаловала освобождённые территории шведским дворянам, которые привозили с собой крестьян из Швеции и Финляндии.
Финляндские переселенцы обеспечивали основной прирост населения шведского города Ниена (швед. Nyen) или по фински — Неванлинна (фин. Nevanlinna), существовавшего у Охтинского мыса в XVII веке, которые занимались ремёслами 60 видов, в том числе настройщиками органов в протестантских церквях и объединялись в ремесленные цеха по западно-европейскому образцу. В финской церкви Стокгольма хранятся люстры и колокола, созданные финскими ремесленниками Ниена. На южном берегу Охты располагалась каменная лютеранская шведо-финская церковь.
В 1703 году, после основания Санкт-Петербурга, финские поселения вошли в состав города.

### Царская Россия
В 1710 году финны совместно со шведами создали лютеранскую общину, а в 1734 году построили на выделенном земельном участке деревянную церковь Святой Анны. В 1745 году шведско-финская община разделилась, однако богослужения совершались в общей церкви. В 1767 году кирха перешла во владение финской общины, первым пастором финского прихода стал Э. А. Норденберг, выходец из Финляндии. В 1790 году членами финского прихода числились 3720 человек, а в 1860 году — уже около 13 000 человек. В 1805 году общиной была построена каменная церковь Святой Марии.
Финское население стало быстро расти после присоединения Финляндии к Российской империи. Финскому приходу принадлежали такие поселения, как Александровское, Волынкино, Емельяновка (Аутуансаари) и Тентелева (Тёнттёля). При финском храме работала школа, 2 приюта и богадельня. В 1870 году вышла первая финноязычная газета Санкт-Петербурга «Пиетарин Саномат».
Земля близ Финляндского вокзала принадлежала Финляндии. В его окрестностях находилось множество финских магазинов, а также таможня и квартиры железнодорожников. Десятая часть жителей этого района была финны. Финских ювелиров в Санкт-Петербурге было больше, чем в Финляндии. Наставником Карла Фаберже был финн Хискиас Пёнтинен, мастером у Фаберже работали финны Хенрик Вигстрём и Александр Тилландер, поставщик императорского двора. Финские служанки, отличавшиеся своей честностью и аккуратностью, были очень популярны в качестве прислуги. А также финны считались хорошими заводскими рабочими. Среди трубочистов Санкт-Петербурга финном был каждый третий.
До середины XIX века основой финноязычного населения Санкт-Петербурга являлись ингерманландцы. В 1860-х годах началось массовое переселение в Санкт-Петербург финнов, бежавших от голода в Финляндии 1866—1868 годов.
В 1880-е годы Санкт-Петербург являлся вторым после Хельсинки городом, по количеству финского населения, в нём проживало в то время более 24 000 финнов.
С 1884 года начала выходить городская финноязычная газета ингерманландцев Инкери. В XIX веке в Петербурге получали образование многие выходцы из Финляндии, некоторые из которых стали известными личностями России и Финляндии. В 1901 году Мозес Путро выпустил первую финскую граммофонную пластинку. В начале 1900-х годов на базе школы церкви Святой Марии была открыта семилетняя финская общеобразовательная школа.
К 1910 году финское население Петербурга насчитывало более 20 000 человек, эти люди жили обособленно, сохраняли свой язык, религию, бытовые традиции, имели собственные школы, печатные издания и церкви. К 1917 году количество прихожан Финской лютеранской церкви прихода Пиетари с центром в кирхе Святой Марии составляло 15 500 человек.

### Советский период
После революции часть финского населения Петрограда, имевшая финляндское гражданство, покинуло Советскую Россию, однако после поражения революции в Финляндии весной 1918 года в город приехало несколько тысяч «красных финнов».

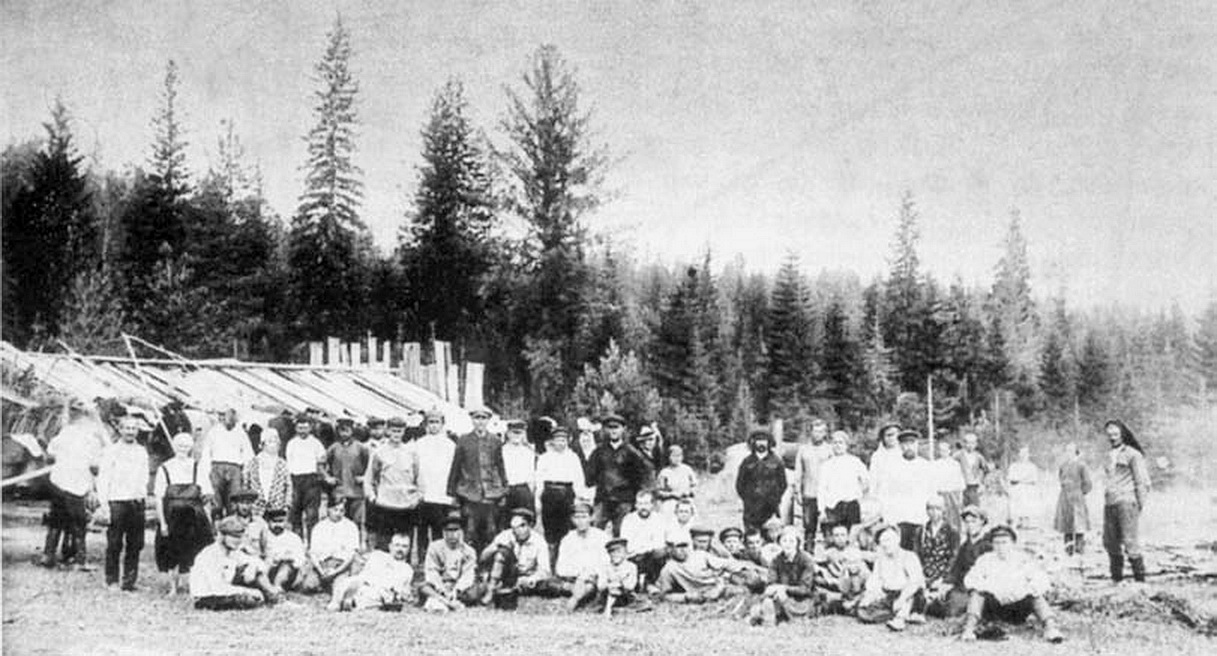
Ссыльные ингерманландцы в Хибинах (Мурманская область), 1932 год

С начала 1930-х годов финское население Ленинграда подверглось репрессиям со стороны советских властей, итогом которых стало практически полное его исчезновение ко второй половине 1940-х годов. Можно выделить пять «волн» репрессий в отношении финнов и ингерманландцев. Три «волны» прошли до войны (в 1930—1931, 1935—1936 и 1937—1938 годах), а ещё две — во время и после войны: в 1941—1942 и 1944—1947 годах. Финны и ингерманландцы насильно вывозились в другие регионы СССР, в частности, в Сибирь, на территорию Кольского полуострова, в Казахстан, Узбекистан, с собой позволялось брать немного одежды и еды, во время приготовлений к отправке одного члена семьи брали в заложники.
В 1937 году в городе были закрыты все газеты на финском языке.В 1938 году по постановлению Леноблисполкома все финские лютеранские приходы, школы и прочие общественные места были ликвидированы и перестроены под общежития, пасторы арестованы. В 1937—1939 годах, 80 % из арестованных финнов были расстреляны.
В период Великой Отечественной войны постановлением Военного Совета Ленинградского фронта № 196сс от 26 августа 1941 года финское население пригородных районов Ленинграда подлежало обязательной эвакуации в Коми АССР и Архангельскую область. Постановление Военного Совета Ленинградского фронта № 00714-а от 20 марта 1942 года повторило требование об обязательной эвакуации финского населения Ленинграда. Постановление основывалось на указе Президиума Верховного Совета СССР от 22 июня 1941 года «О военном положении», предоставлявшем военным властям право «воспрещать въезд и выезд в местности, объявленные на военном положении, или из отдельных её пунктов лиц, признанных социально опасными как по своей преступной деятельности, так и по связям с преступной средой».
Вернуться в Ленинград было разрешено лишь следующим категориям ингерманландцев: а) участникам Великой Отечественной войны, имеющим правительственные награды, и членам их семей; б) членам семей военнослужащих, погибших на фронтах Великой Отечественной войны; в) трудармейцам и другим лицам, награждённым орденами и медалями Советского Союза, и членам их семей; г) членам и кандидатам в члены ВКП(б) и их семьям; д) членам семей, главами которых являются русские и е) явно нетрудоспособным престарелым, не имеющим родственников. Всего лиц данных категорий оказалось 520 человек.
В 1977 году в городе Пушкине вновь был открыт финский молитвенный дом. В 1989 году, с целью возрождения культуры ингерманландских финнов, в Ленинграде было образовано общество «Инкерин Лиитто» («Ингерманландский союз»). В 1990 году усилиями пастора Арво Сурво был возрождён и вновь зарегистрирован лютеранский приход Святой Марии. В 1993 году было возобновлено издание газеты Инкери. В том же году вышло постановление Верховного Совета Российской Федерации о реабилитации российских финнов. В 1994 году здание кирхи Святой Марии было возвращено Евангелическо-лютеранской Церкви Ингрии. В 1998 году была создана городская общественная организация «Петербургская городская национально-культурная автономия финнов-инкери (Автономия Ингрия)».

## Современность
Поколения ингерманландских финнов, родившихся в городе после войны, не имели возможности для обучения в школе на родном языке (ингерманландский диалект финского (фин. inkerin murre)) и даже в семье языком общения являлся русский, вследствие чего родным языком владеет ничтожное меньшинство, а финский изучается как иностранный.
Согласно данным переписи населения 2010 года на территории Санкт-Петербурга проживали 2559 финнов и 178 ингерманландцев/
По данным Федеральной миграционной службы России, в Петербурге на 1 июля 2015 года работали 104 гражданина Финляндии.
Согласно данным Всероссийской переписи населения 2021 года на территории Санкт-Петербурга проживали 1156 финнов и 223 ингерманландца, однако по мнению российских и финских учёных, среди населения учитываемого в переписях как финны, доля ингерманландцев составляет 95 %.